# Římskokatolická farnost Brandýs nad Orlicí
Římskokatolická farnost Brandýs nad Orlicí je územním společenstvím římských katolíků v orlickoústeckém vikariátu královéhradecké diecéze.

## O farnosti

### Historie
Plebánie v Brandýse je poprvé písemně doložena v roce 1361, kdy byl k místnímu kostelu prezentován kněz. Roku 1489 farnost začali spravovat nekatolíci. Katolické církvi byl kostel navrácen v roce 1620, farnost při něm však byla obnovena až v roce 1677. V rámci procesu slučování farností po roce 2000 afilovala brandýská farnost původně samostatné farnosti Sudslava a Svatý Jiří, které již dlouho byly neobsazené.

### Současnost
Farnost Brandýs nad Orlicí má sídelního duchovního správce, který spravuje pouze tuto jedinou farnost.
| Kostel                        | Místo              | Bohoslužba                   | Bohoslužba                   | Poznámka                |
| ----------------------------- | ------------------ | ---------------------------- | ---------------------------- | ----------------------- |
| Kostel Nanebevstoupení Páně   | Brandýs nad Orlicí | neděle pátek                 | 9.45 18.00                   | farní kostel            |
| Oratorium                     | Brandýs nad Orlicí | sobota                       | 15.00                        | v Rehabilitačním ústavu |
| Kaple Nanebevzetí Panny Marie | Dobrá Voda         | neslouží se pravidelně       | neslouží se pravidelně       | obecní kaple            |
| Kostel Panny Marie            | Jehnědí            | neslouží se pravidelně       | neslouží se pravidelně       | filiální kostel         |
| Kostel Panny Marie Pomocné    | Klopoty            | neslouží se pravidelně       | neslouží se pravidelně       | filiální kostel         |
| Kostel Nejsvětější Trojice    | Oucmanice          | neslouží se pravidelně       | neslouží se pravidelně       | filiální kostel         |
| Kostel sv. Jana a Pavla       | Polom              | 1x ročně (poutní), jinak ne. | 1x ročně (poutní), jinak ne. | filiální kostel         |
| Kaple sv. Andělů strážných    | Říčky              | neděle čtvrtek               | 12.15 18.00                  | obecní kaple            |
| Kaple Proměnění Páně          | Sudslava           | neděle                       | 11.00                        | filiální kostel         |
| Kostel sv. Jiří               | Svatý Jiří         | neděle 1. pátek v měsíci     | 8.15 16.00                   | filiální kostel         |
| Kostel sv. Václava            | Turov              | 28. září                     | 14.00                        | filiální kostel         |
| Kostel sv. Cyrila a Metoděje  | Velká Skrovnice    | 5. července 1. listopadu     | 14.00                        | filiální kostel         |